# Beast of New Haven
Beast of New Haven var ett amerikanskt ishockeylag som spelade i American Hockey League (AHL) mellan 1997 och 1999. De var baserade i New Haven, Connecticut och spelade i den numera rivna arenan New Haven Coliseum.
Laget har sitt ursprung från ishockeylaget Carolina Monarchs, som grundades 1995 och under 1997 meddelade Hartford Whalers i National Hockey League (NHL) att man hade för avsikt att omlokalisera sig till North Carolina, för att bli Carolina Hurricanes. Problemet var att lagets arena i Raleigh var inte färdigbyggd utan den skulle bli klar 1999 och de behövde en tillfällig hemmaarena under de kommande två åren. Valet föll på Greensboro Coliseum men den var fullbelagd tanke på att Monarchs spelade där. Peter Karmanos, Jr., Thomas Thewes och Jim Rutherford, som var ägarna till Whalers, valde ta den enkla vägen och helt enkelt köpa upp Monarchs. Laget omlokaliserades omedelbart, för att göra plats för Hurricanes, till New Haven, Connecticut och fick namnet Beast of New Haven.
De var samarbetspartner till Carolina Hurricanes och Florida Panthers i NHL och Richmond Renegades (1997-1998) och Miami Matadors (1998-1999) i ECHL.
Spelare som spelat för New Haven var bland annat Bates Battaglia, Filip Kuba, Marcus Nilson, Byron Ritchie, Jaroslav Špaček, Lance Ward och Tommy Westlund.